# Fantozzi subisce ancora
Pour plus de détails, voir Fiche technique et Distribution.
Fantozzi subisce ancora est une comédie italienne réalisée par Neri Parenti et sortie en 1983.

## Synopsis
Après le prologue où les employés semblent avoir une volonté de travailler davantage, ce qui nuit une fois de plus à Fantozzi, il passe à travers une série de mésaventures :
1. une réunion de copropriétaires qui tourne au pugilat ;
2. un voyage en camping-cars plus ou moins improvisés jusqu'à une plage pas très propre où on essaie la pêche ;
3. sa fille est enceinte du fait d'un collaborateur qui l'a fait pour s'en moquer ;
4. on essaie de la faire avorter, mais c'est Fantozzi qui est opéré et ne s'en sort que grâce à l'intervention du chef de l'État, tandis que sa fille accouche d'un monstre ;
5. le nouveau promu Fonelli décide d'organiser des olympiades de l'entreprise ;
6. pour une élection, Fantozzi s'implique particulièrement dans la réflexion sur les candidats, à en devenir presque fou ;
7. à la plage avec sa famille, Fantozzi fait de la pêche sous-marine, mais il est aspiré par un  hélicoptère de lutte contre les incendies, qui le jette avec l'eau sur une forêt en flammes.

## Fiche technique
- Durée : 83 min
- Genre : comédie
- Réalisateur : Neri Parenti
- Scénario : Leonardo Benvenuti, Piero De Bernardi, Paolo Villaggio, Neri Parenti
- Producteur : Bruno Altissimi, Claudio Saraceni
- Photographie : Alberto Spagnoli
- Montatoge : Sergio Montanari
- Musique : Bruno Zambrini
- Costumes : Mario Ambrosino

## Distribution
- Paolo Villaggio : Ugo Fantozzi
- Milena Vukotic : Pina Fantozzi
- Gigi Reder : géomètre Renzo Silvio Filini
- Plinio Fernando : Mariangela Fantozzi
- Anna Mazzamauro : Mlle Silvani
- Riccardo Garrone : Luciano Calboni
- Andrea Roncato : Loris Batacchi
- Carlo Colombo: Colsi, comptable
- Antonio Francioni : Mughini, comptable
- Michele Mirabella : Fonelli Cobram II, directeur de Méga
- Ugo Bologna : Corrado Maria Lobbiam, directeur
- Camillo Milli : Docteur Grandi
- Alessandro Haber : Docteur Zamprini Loredano dit Jack l'éventreur
- Marina Hedman : La Comtesse
- Mario Pedone : Franchino
- Clara Colosimo : Suora

## Remarques
- Il s'agit du quatrième chapitre de la saga des aventures du comptable Ugo Fantozzi. Cette fois, Paolo Villaggio ne participe pas à la réalisation, et le film ne s'inspire pas d'un livre, mais le scénario en est composé directement pour le cinéma. Il est notable cependant que Villaggio écrit un livre sous le même titre, mais qui n'est pas en lien direct avec le film.
- Le film est dédié à la mémoire de l'acteur qui avait joué le géomètre Calboni, Giuseppe Anatrelli, qui est décédé en 1981 ; dans ce film, le rôle est assumé par Riccardo Garrone, mais après le cinquième chapitre de la saga, le personnage disparaît.
- Dans les films précédents, Filini était comptable et Calboni géomètre, mais c'est le contraire dans ce film.

## Source de traduction
- (it) Cet article est partiellement ou en totalité issu de l’article de Wikipédia en italien intitulé « Fantozzi subisce ancora » (voir la liste des auteurs).